# Sybra posticalis
Sybra posticalis là một loài bọ cánh cứng trong họ Xén tóc.